# Subsecretari de stat în Guvernul Gheorghe Tătărăscu (4)
În Guvernul Gheorghe Tătărăscu (4) au fost incluși și subsecretari de stat, provenind de la diverse partide.

## Subsecretari de stat
- Subsecretar de stat la Președinția Consiliului de Miniștri

Vasile Bârcă (20 noiembrie - 28 decembrie 1937)
- Subsecretar de stat la Ministerul de Interne

General Gabriel Marinescu (17 noiembrie - 28 decembrie 1937)
- Subsecretar de stat la Ministerul de Interne

Radu Portocală (19 noiembrie - 28 decembrie 1937)
- Subsecretar de stat la Ministerul de Externe

Victor Bădulescu (17 noiembrie - 28 decembrie 1937)
- Subsecretar de stat la Ministerul Apărării Naționale

General Alexandru Glatz (17 noiembrie - 28 decembrie 1937)
- Subsecretar de stat la Ministerul Apărării Naționale

General Paul Teodorescu (17 noiembrie - 28 decembrie 1937)
- Subsecretar de stat la Ministerul de Justiție

Aurelian Bentoiu (17 noiembrie - 28 decembrie 1937)
- Subsecretar de stat la Ministerul de Finanțe

Dumitru Alimănișteanu (17 noiembrie - 28 decembrie 1937)
- Subsecretar de stat la Ministerul Educației Naționale

Florian Ștefănescu-Goangă (17 noiembrie - 28 decembrie 1937)
- Subsecretar de stat la Ministerul Industriei și Comerțului

Mihail Berceanu (17 noiembrie - 28 decembrie 1937)
- Subsecretar de stat la Ministerul Agriculturii și Domeniilor

Tiberiu Moșoiu (17 noiembrie - 28 decembrie 1937)
- Subsecretar de stat la Ministerul Agriculturii și Domeniilor

Petru Țopa (17 noiembrie - 28 decembrie 1937)

## Sursa
- Stelian Neagoe - "Istoria guvernelor României de la începuturi - 1859 până în zilele noastre - 1995" (Ed. Machiavelli, București, 1995)